# Triatoma sordida
Triatoma sordida es un insecto heteróptero y hematófago perteneciente a la familia Reduviidae. La especie se ha registrado en Argentina, Brasil, Bolivia, Paraguay y Uruguay.Es una especie de importancia epidemiológica en Argentina, ya que es un vector de la Enfermedad de Chagas, producida por la infección de Tripanosoma cruzi.

## Hábitat
T. sordida es considerada por algunos autores como una especie silvestre, en adaptación a entornos antrópicos.Otros la consideran peridomiciliaria y/o domiciliaria. Se encuentra en ecotopos naturales (cortezas, troncos caídos, palmeras, cardones secos, nidos con presencia de aves (loros o furnáridos) o abandonados y ocupados por roedores que habitan en los árboles), peridomicilios y domicilios.

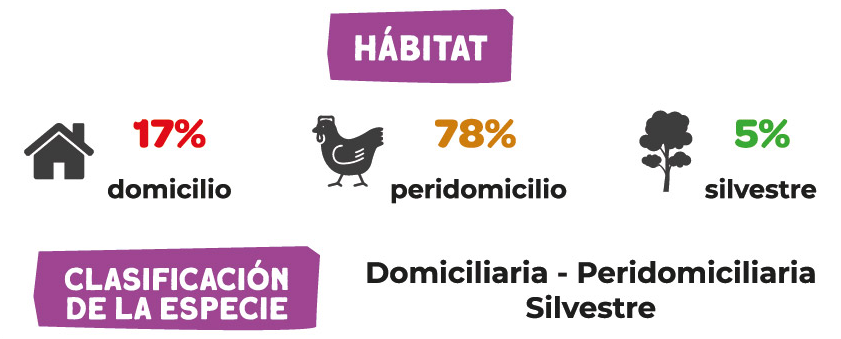
Hábitat en el que se encuentra a T. sordida.

En regiones de América del Sur, las políticas vinculadas al control vectorial han reducido las poblaciones de T. infestans y los ciclos de transmisión de T. cruzi. Sin embargo, ante la vacancia en el nicho ecológico que ocupa T. infestans, existe el riesgo de invasión de viviendas de especies secundarias como T. sordida, generalmente silvestres o peridomiciliares.Este fenómeno de invasión de un nuevo nicho, las viviendas humanas, constituye a estos triatominos como vectores de importancia epidemiológica por la potencial transmisión de la Enfermedad de Chagas.

## Clasificación
El género Triatoma se divide en complejos y subcomplejos según características ecológicas, genéticas y morfológicas. T. sordida pertenece al subcomplejo sordida del complejo infestans, junto con T. garciabesi, T. guasayana y T. patagonica.La especie presenta similitudes morfológicas y comportamentales con estos triatominos, con quienes presenta solapamientos en la distribución en Argentina. Además, estas cuatro especies se encuentran asociadas a ambientes ocupados por aves de corral. Estas similitudes indican que estas especies forman un grupo fuertemente relacionado.Existen controversias respecto a la clasificación taxonómica entre T. garciabesi y T. sordida por un lado,y entre T. guasayana, T. patagonica y T. sordida por otro.Además, la delimitación del complejo T. sordida también resulta controversial, a raíz de las diferentes metodologías utilizadas en su determinación.
La especie se divide en tres variantes de citotipo: T. sordida sensu stricto [s.s.], T. sordida La Paz y T. sordida Argentina.

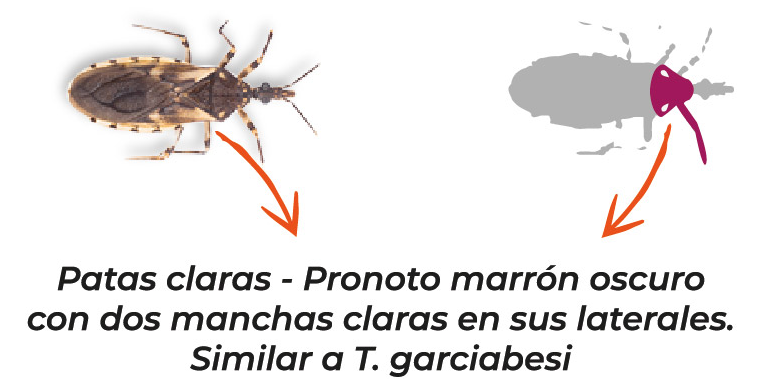
Aspectos distintivos de T. sordida.

## Triatoma sordiday la Enfermedad de Chagas
La infección por T. cruzi se ha observado de manera natural y experimental.Sus hábitos domiciliarios y peridomiciliarios, junto con la ingestión de sangre humana ubican a T. sordida como un vector potencial de la Enfermedad de Chagas.